# Sotragero
Sotragero község Spanyolországban, Burgos tartományban. Sotragero Alfoz de Quintanadueñas, Merindad de Río Ubierna, Quintanaortuño és Quintanilla Vivar községekkel határos. Lakosainak száma 301 fő (2024).

## Népesség
A település népessége az utóbbi években az alábbiak szerint változott:
| Lakosok száma | 164  | 197  | 230  | 254  | 273  | 283  | 286  | 273  | 289  | 301  |
|               | 2001 | 2004 | 2006 | 2009 | 2011 | 2014 | 2016 | 2019 | 2021 | 2024 |